# Université Mayor
L'université Mayor (en espagnol : Universidad Mayor) est une université privée chilienne. Elle est située à Santiago, la capitale, mais possède également un campus secondaire à Temuco.

## Histoire
L'université a été fondée en 1988.